# Fantomas wraca
Fantomas wraca (fr. Fantômas se déchaîne) – francuska komedia kryminalna z 1965 roku w reżyserii André Hunebelle’a. Kontynuacja filmu „Fantomas” z Louisem de Funèsem jako komisarzem policji i Jeanem Marais w potrójnej roli: tytułowego przestępcy Fantomasa, ścigającego go dziennikarza Jérôme’a Fandora i profesora Lefebvre’a. We Francji film okazał się ogromnym sukcesem, obejrzało go ponad 4 mln widzów.
Polska premiera odbyła się w podwójnym pokazie z dokumentem Skok na Arnhem Wincentego Ronisza.

## Fabuła

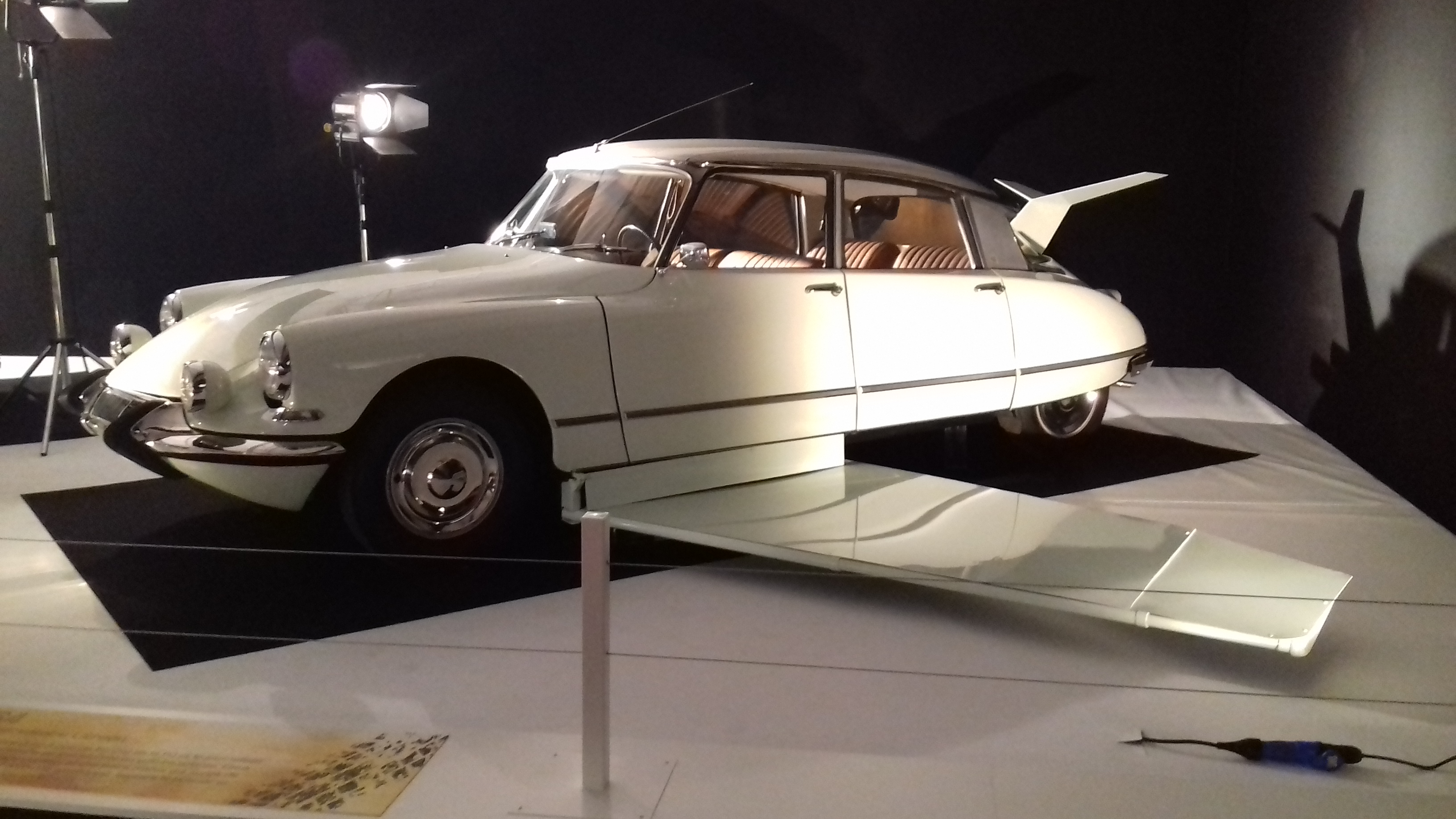
Samochód latający zaprezentowany w filmie

Druga część filmu o nieuchwytnym Fantomasie. Mija rok, w czasie którego Fantomas (Jean Marais) nie dawał znaku istnienia. Dlatego jego pogromca, komisarz Juve (Louis de Funès), świętuje zwycięstwo. Z rąk prezydenta republiki odbiera Order Legii Honorowej, za ściganie złoczyńcy na lądzie, morzu i w powietrzu. W tym momencie nadchodzi nieoczekiwana przesyłka z podpisem: Serdeczne gratulacje. Fantomas.
Walka rozpoczyna się na nowo. Tym razem Fantomas nie zadowala się drobnymi przestępstwami czy zabójstwami. Porywa profesora Marchanda i pragnie wykorzystać wyniki jego badań do zrealizowania szaleńczego pomysłu zawładnięcia światem. Gdy okazuje się to niewystarczające, planuje porwanie kolejnego naukowca, profesora Lefebvre’a. O całej sprawie natychmiast dowiaduje się komisarz Juve. Za punkt honoru stawia sobie schwytanie zbrodniarza. Pomagają mu w tym dziennikarz Fandor (Jean Marais) i jego narzeczona Helena (Mylène Demongeot). W ten sposób zaczyna się kolejne starcie z nieuchwytnym Fantomasem. Trójka ścigających próbuje przechytrzyć sprytnego złoczyńcę i pokonać go jego własną bronią.
Akcja drugiej części jest niezwykle wartka. Pościg za zabójcą prowadzony jest w różnych środkach lokomocji, w pociągu, samochodzie oraz w samolocie. Bohaterowie pragną złapać Fantomasa w pułapkę. W tym celu udają się do Włoch. Akcja rozgrywa się m.in. wśród rzymskich zabytków. Komisarz Juve, by zapewnić sobie stuprocentowy sukces przyodziewa różne stroje m.in. księdza, pirata, lokaja czy konduktora pociągu. Pod ręką ma również gadżety własnej konstrukcji: cygaro-pistolet i sztuczne ramię. Na pewien czas ląduje nawet w szpitalu psychiatrycznym. Fantomas ma tym razem dużo mniejsze pole manewru.
W scenie końcowej ucieczki Fantomasa (Jean Marais) bierze udział samochód Citroën DS, który dzięki rozłożeniu skrzydeł, statecznika i wysunięciu dysz silników zamienia się w samolot odrzutowy i wzbija w powietrze.

## Obsada
- Louis de Funès: komisarz policji Paul Juve
- Jean Marais: Fantomas / Jérôme Fandor / profesor Lefebvre
- Mylène Demongeot: Helena Gurn, fotograf dziennika, narzeczona Fandora
- Jacques Dynam: inspektor Michel Bertrand
- Olivier de Funès: Michu, młodszy brat Heleny
- Albert Dagnant: profesor Marchand
- Robert Dalban: redaktor naczelny dziennika Le Point du Jour
- Florence Blot: kobieta czekająca na pustą toaletę w pociągu
- Christian Tomas: inspektor policji
- Michel Dupleix: inspektor policji
- Robert Le Béal: minister wręczający order
- Piero Tordi: przewodniczący na kongresie
- Henri Attal: człowiek Fantomasa
- Dominique Zardi: człowiek Fantomasa
- Max Montavon: dyrektor gimnazjum dla chłopców

## Produkcja
- W wieku 16 lat, w filmie po raz pierwszy na ekranie pojawił się syn Louisa de Funes, Olivier. Zagrał on potem jeszcze w pięciu innych filmach wspólnie ze swoim ojcem.
- Sceny pościgu za Fantomasem kręcone były we Włoszech, w kraterze i na zboczach Wezuwiusza.

## Odniesienia w kulturze popularnej
- Okładka debiutanckiego albumu zespołu Fantômas jest przedrukiem meksykańskiego plakatu Fantomas wraca[3].
- Fantomas w swym latającym Citroënie DS wystąpił w czeskiej reklamie Citroëna z 2014 roku[4][5].